# Lista de presidentes do Irão
De acordo com a Constituição iraniana, o Presidente do Irã (em Portugal, Irão) é o chefe de governo do país, e a segunda figura do Estado depois do Líder Supremo.

## Funções
Até 1989, ano em que ocorreu uma reforma constitucional, o Presidente do Irã tinha uma função essencialmente cerimonial. A emenda de 1989 aboliu o cargo do primeiro-ministro e transferiu os poderes que o cargo tinha para o cargo de Presidente. Desde então, o Presidente já não é obrigado a mediar as disputas entre os vários ramos do poder, como previa a Constituição de 1979.
O Presidente é responsável pela escolha dos ministros que compõem a sua equipa, que devem ser aprovados pelo Majlis (parlamento do Irã). Pode nomear os vice-presidentes que entender, não sendo necessário que estes sejam confirmados pelo parlamento. Supervisiona a implementação das leis aprovadas pelo Majlis, assina os tratados internacionais ratificados por este, recebe as credenciais dos embaixadores estrangeiros no Irã e concede-as aos embaixadores iranianos em outros países. Preside também ao Conselho Supremo de Segurança Nacional, mas apesar disso não tem qualquer controlo sobre as Forças Armadas.

## Eleição
O Presidente do Irã é eleito por sufrágio universal para um mandato de quatro anos, podendo ser reeleito apenas uma vez. Segundo a Constituição, o Presidente deve ser um homem de origem e nacionalidade iraniana, devendo possuir capacidades de liderança e ser um muçulmano xiita.
Todos os candidatos a Presidente devem ter suas candidaturas previamente aprovadas pelo Conselho dos Guardiães, órgão composto por doze membros (metade clérigos e metade juristas) e cuja função é velar pela preservação do espírito da Constituição no país.

## Histórico
- Abolhassan Banisadr - Presidente entre Janeiro de 1980 até ao seu "impeachment" em Julho de 1981.
- Mohammad- Ali Rajai - Eleito Presidente no dia 2 de Agosto de 1981 e assassinado a 30 de Agosto do mesmo ano.
- Ali Khamenei - Eleito Presidente em Outubro de 1981 e reeleito em 1985. Tornou-se Líder Supremo do Irão após a morte do aiatolá Khomeini em 1989. Desempenhou simultaneamente funções de Líder Supremo e Presidente entre a morte de Khomeini e a eleição de Rafsanjani.
- Ali Akbar Hashemi Rafsanjani - Eleito Presidente em 1989 e reeleito em 1993, exercendo funções até Agosto de 1997.
- Mohammad Khatami - Eleito Presidente em Agosto de 1997 e reeleito em 2001, exercendo funções até Agosto de 2005.
- Mahmoud Ahmadinejad - Eleito a 24 de Junho de 2005 e reeleito em 2009, exercendo funções até Agosto de 2013.[1]
- Hassan Rohani - Eleito em 15 de junho de 2013 e assumiu em agosto do mesmo ano[1] e reeleito em 2017.
- Ebrahim Raisi - Eleito em 2021.
- Mohammad Mokhber- ocupou o cargo de Presidente interino do irã de 19 de maio de 2024 a 28 de julho de 2024 ,após a queda do avião que transportava o Então Presidente do irã Ebrahim Raisi.
- Masoud Pezeshkian-Eleito Presidente em 05 de julho de 2024 ,assumiu o cargo em 28 de julho de 2024.[2]

## Presidentes do Irã

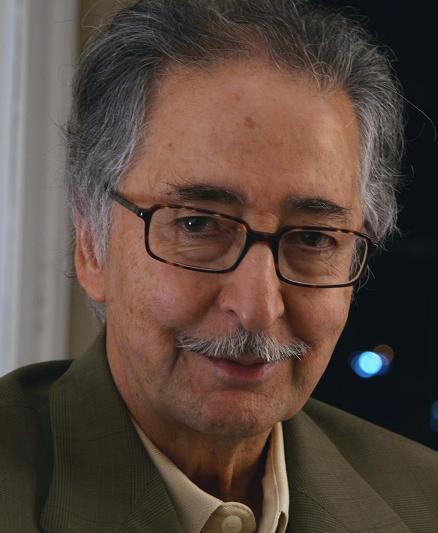
Abolhassan Banisadr (4 de fevereiro de 1980 - 22 de julho de 1981)
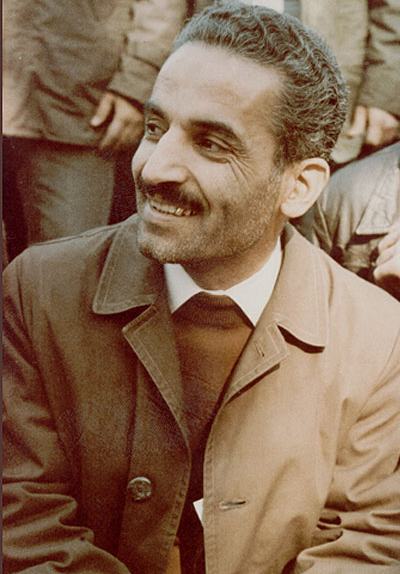
Mohammad- Ali Rajai (3 de agosto de 1981 - 30 de agosto de 1981)
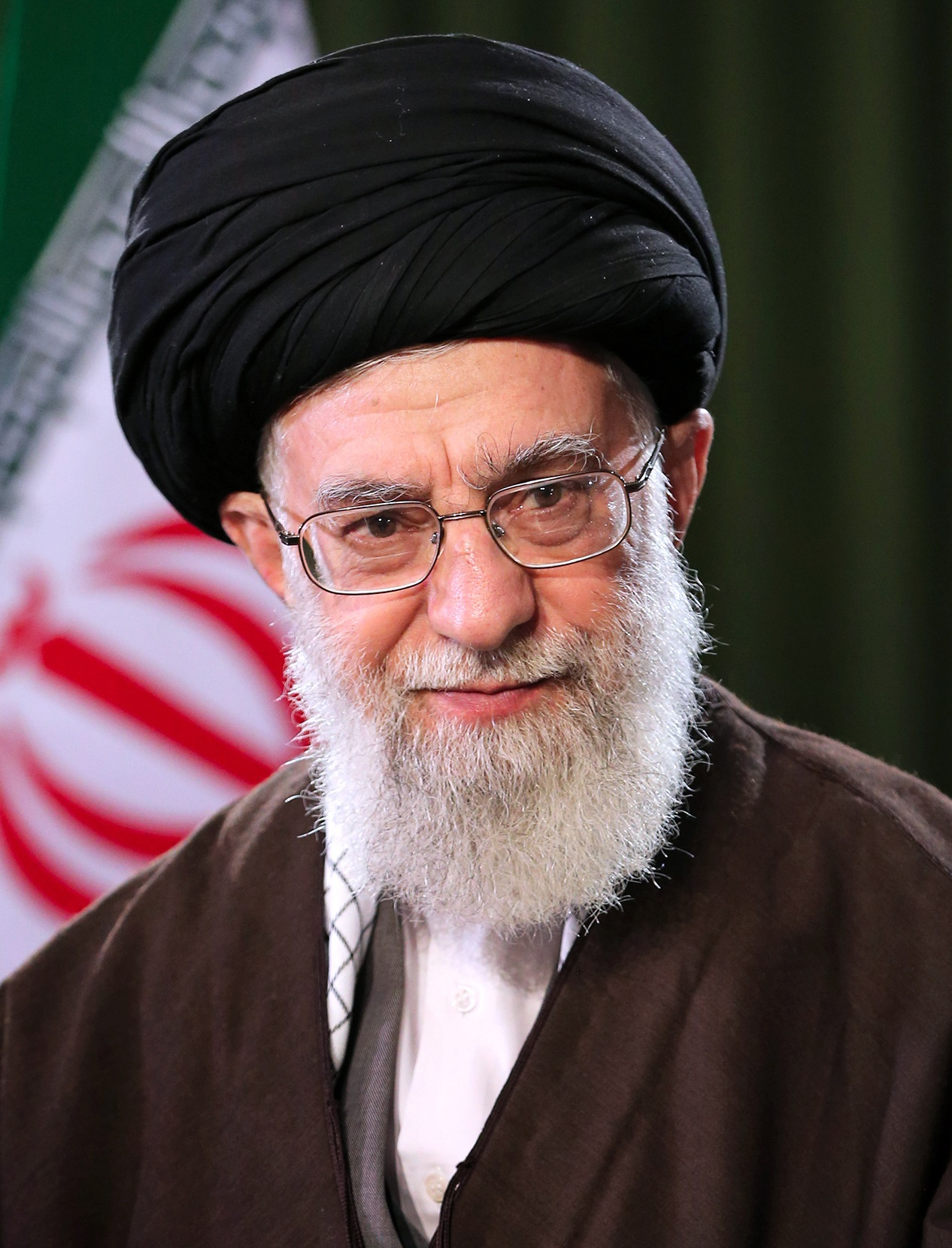
Ali Khamenei (30 de agosto de 1981 - 3 de agosto de 1989)
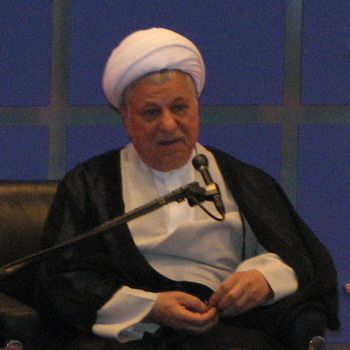
Ali Akbar Hashemi Rafsanjani (3 de agosto de 1989 - 3 de agosto de 1997)
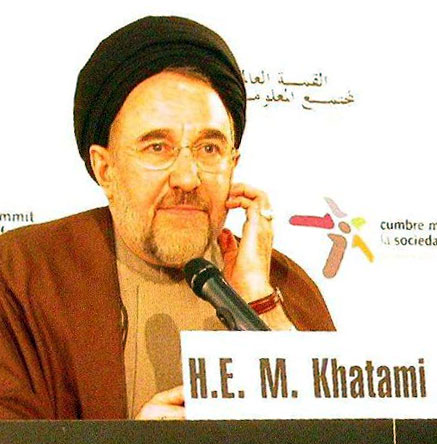
Mohammad Khatami (3 de agosto de 1997 - 3 de agosto de 2005)
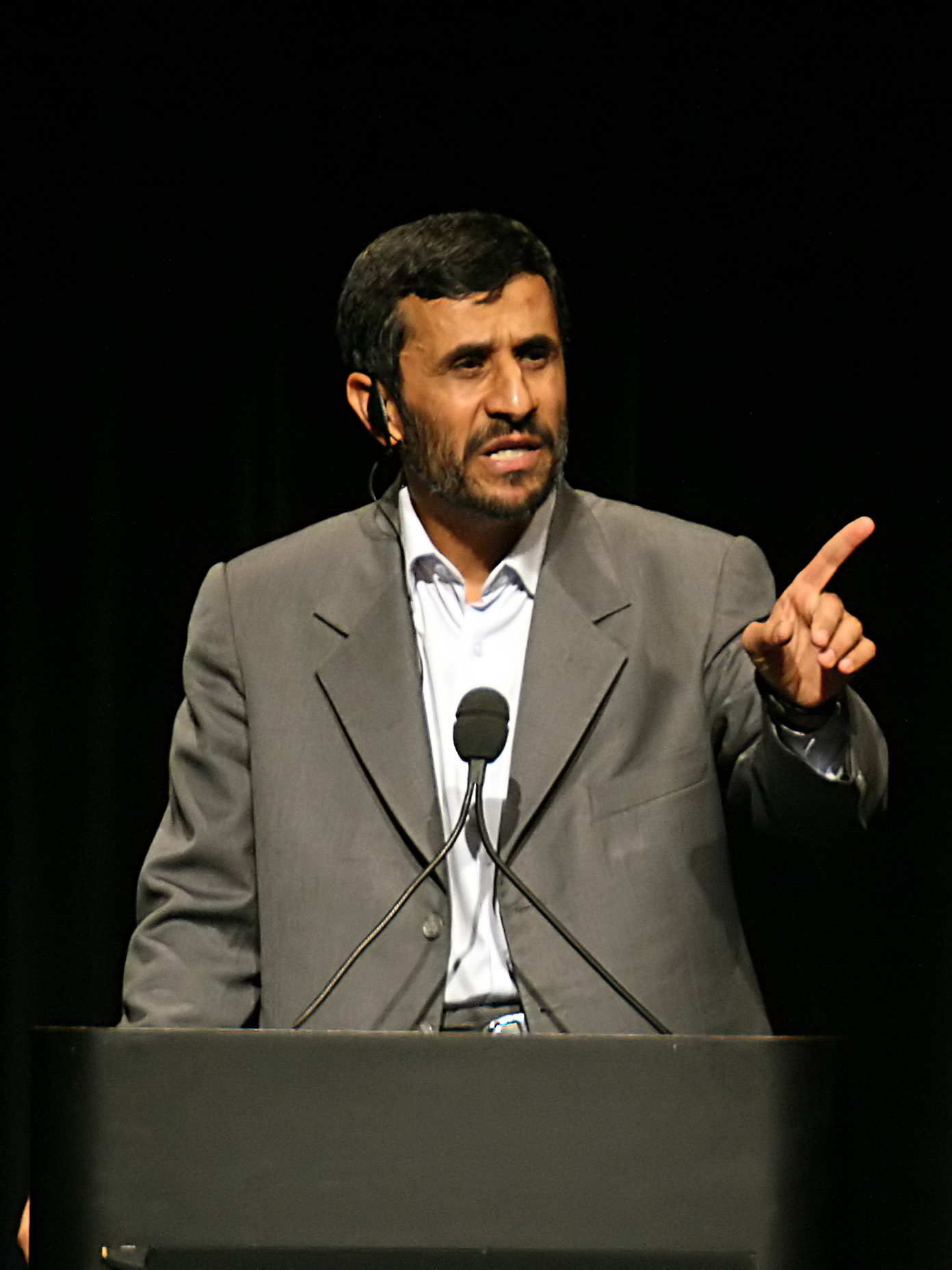
Mahmoud Ahmadinejad (3 de Agosto de 2005 - 3 de Agosto de 2013)
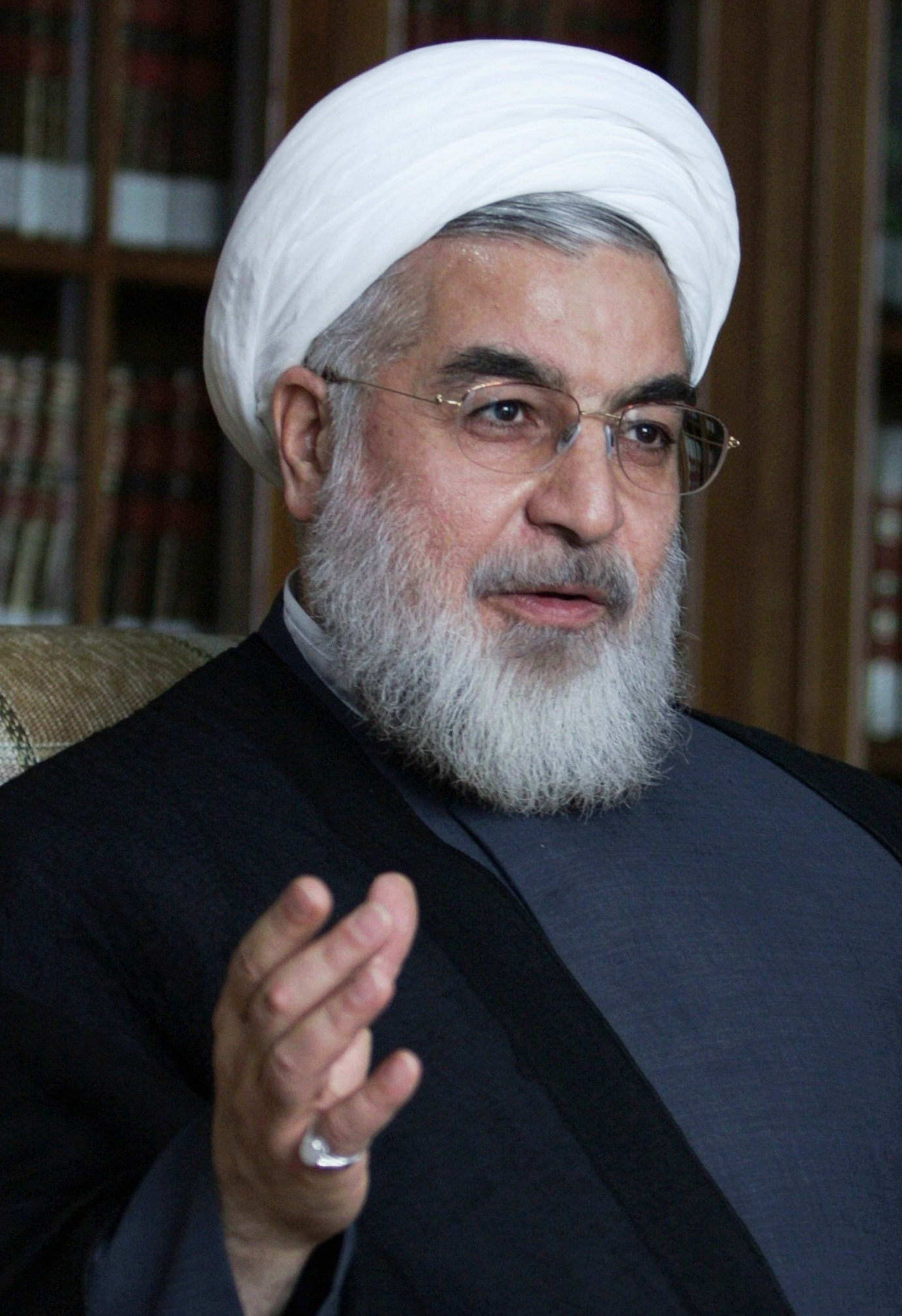
Hassan Rohani (3 de agosto de 2013 - 3 de agosto de 2021)
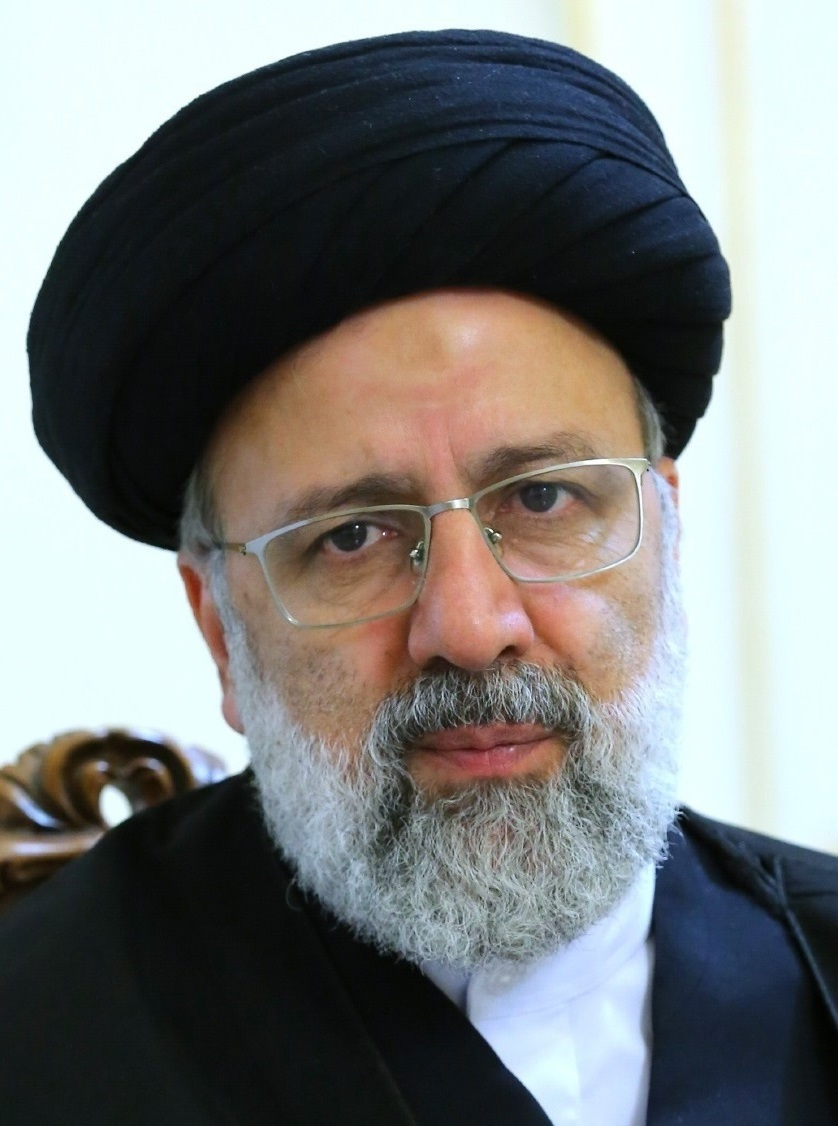
Ebrahim Raisi (3 de agosto de 2021 - 19 de maio de 2024)
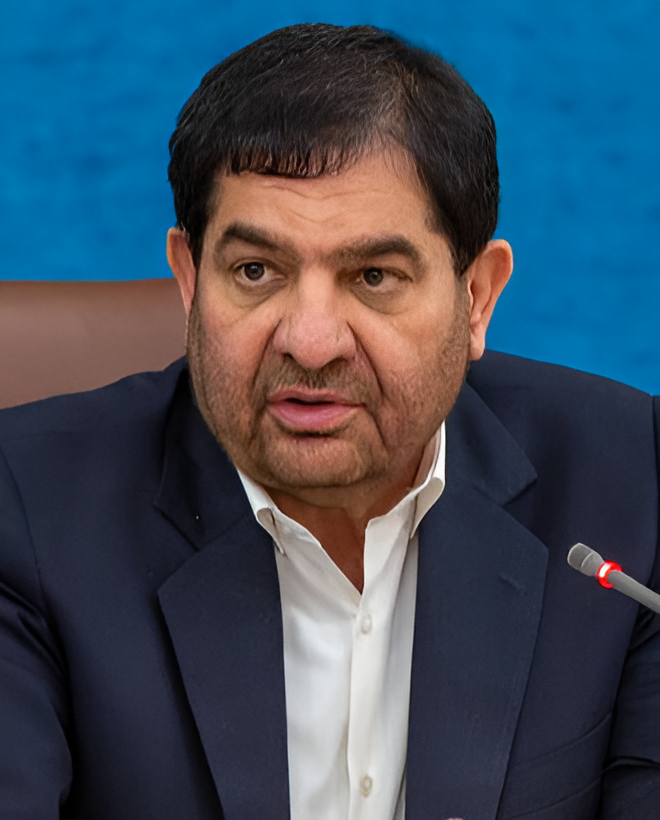
Mohammad Mokhber (19 de maio de 2024 - 28 de julho de 2024)
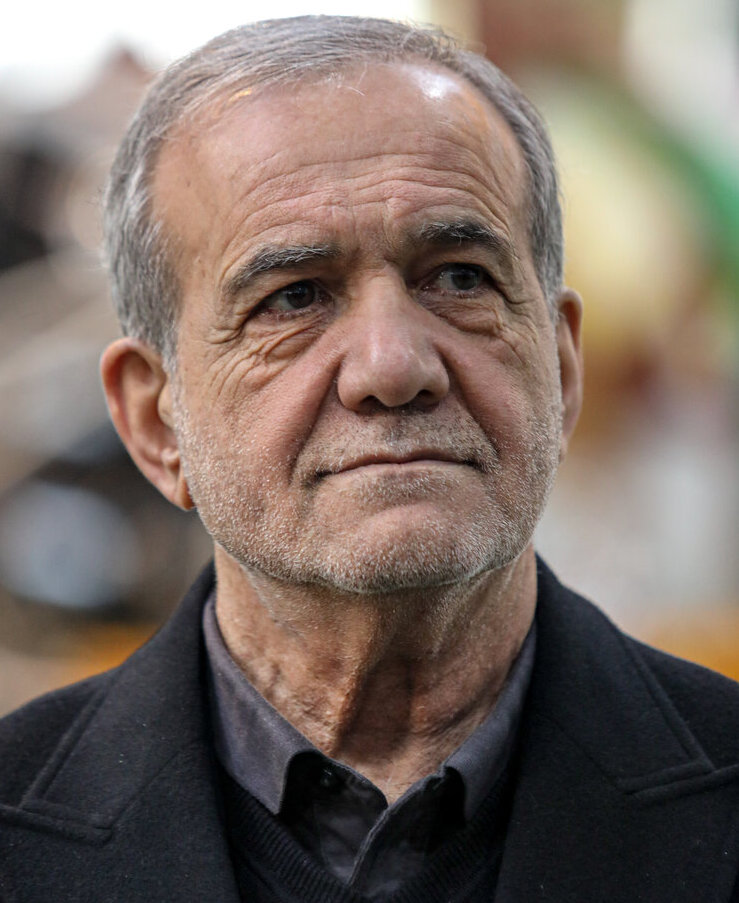
Masoud Pezeshkian -28 De Julho de 2024-presente